# Jules Hoen
Pour les articles homonymes, voir Hoen.
Jules Hoen  , né à Dison le 25 février 1885 et mort le 10 août 1955 est un homme politique belgique, membre du parti ouvrier belge.

## Biographie
Hoen est typographe et poète. En tant que membre du comité de la Ligue wallonne de Verviers (1913-1914), il a écrit dans Fré Cougnou et Franchimont. Il devient conseiller communal socialiste à Dison en 1912, puis échevin (1913), enfin bourgmestre (1927-1954). Élu député de Verviers (1919-1954), il est aussi questeur de la Chambre (1944-1954).
Il est inhumé au cimetière de Dison.